# 739

## Události
- založena biskupství v Řezně, Pasově, Freisingu a Salcburku
- Alfonso I. Asturský nastupuje na trůn Asturie

## Úmrtí
- 7. listopadu – Svatý Willibrord – anglosaský benediktinský mnich a misionář

## Hlavy států
- Papež – Řehoř III. (731–741)
- Byzantská říše – Leon III. Syrský
- Franská říše – Karel Martel (majordomus) (718–741)
- Anglie
  - Wessex – Æthelheard
  - Essex – Saelred
  - Mercie – Æthelbald
- První bulharská říše – Sevar